# Techno (MS-DOS)
Techno.com (o anche Techno Virus) è un virus che infetta i file .com in MS-DOS.
Il virus è caricato nella memoria del computer quando viene eseguito un file infetto, e poi influenza il normale utilizzo del computer infettando programmi e file.

## Attivazione
Il virus si attiva una volta su dieci quando viene eseguito un programma infetto. Usa l'audio del CPU per emettere una melodia di genere trance. Durante la riproduzione dell'audio il virus "scrive" 'TECHNO' ripetutamente per riempire la schermata. Quando l'utente preme un tasto qualsiasi il virus scrive '»Don't touch the keyboard«' ('»Non toccare la tastiera«') e riprende a scrivere 'TECHNO'. Quando la musica finisce e lo schermo è pieno, appare un'altra volta la parola 'TECHNO', questa volta in mezzo allo schermo e gigante, che contiene delle piccole "T" nella "T" gigante, delle piccole "E" nella "E" gigante, e così via.